# Нова Каледонія та Європейський Союз
Відносини між Новою Каледонією та Європейським Союзом базуються на тому, що Нова Каледонія є заморською країною та територією Європейського Союзу (тобто територією держави-члена, розташованої за межами Європейського Союзу).

## Правова база
Відносини між Європейським Союзом і заморськими країнами і територіями регулюються статтями 198-203 Договору про функціонування Європейського Союзу. Вони забезпечують:
- «Асоціацію до Союзу, з метою економічне та соціальне просування» (ст.198)
- Рівність у торгівлі з державами-членами (ст. 199)
- Скасування митних зборів у торгівлі (ст. 200 і 201)
- Вільне переміщення працівників між Європейським Союзом та заморськими країнами та територіями (ст. 202)
- Правові правила управління цим об'єднанням (ст. 203).

Рішення Європейської Ради 25 листопада 2013 року детально описані методи застосування цих статей та їх фінансові аспекти.
Нова Каледонія також є частиною Асоціації заморських країн і територій Європейського Союзу, OCTA, яка налічує 22 члени. Його мета — сприяти «економічному та сталому розвитку через співпрацю з ЄС, а також регіональними та глобальними партнерами», а також налагодити тривалий діалог з Європейською комісією через щорічний форум.

## Допомога розвитку
Нова Каледонія отримала 30,2 мільйона євро від 9-го Європейського фонду розвитку для професійного навчання. Від 10-го вона отримала 19,81 млн євро. Одинадцятий (2014-2020) передбачав допомогу в розмірі 29,8 млн євро.

## Винятки з політики спільноти
| Держави-члени та території | У Союзі | Застосування союзного права   | Підлягає виконанню в суді | Євратом | Союзне громадянство | Вибори до парламенту | Шенгенська зона | Зона ПДВ | Митна територія Союзу | Спільний європейський ринок | Єврозона                     |
| -------------------------- | ------- | ----------------------------- | ------------------------- | ------- | ------------------- | -------------------- | --------------- | -------- | --------------------- | --------------------------- | ---------------------------- |
| Нова Каледонія             | Ні      | Мінімальне застосування (ЖВТ) | Так                       | Так     | Так                 | Так                  | Ні              | Ні       | Ні                    | Застосування часткове       | Ні (ФТФ прив'язаний до євро) |